# فیلم موندو
فیلم موندو (انگلیسی: Mondo film) از سبک‌های فرعی فیلم‌های بهره‌کشی و فیلم‌های مستند است. بسیاری از فیلم‌های موندو به گونه‌ای ساخته می‌شوند که شبیه یک شبه‌مستند هستند و معمولاً موضوعات، صحنه‌ها یا موقعیت‌های هیجان‌انگیزی را به تصویر می‌کشند. ویژگی‌های مشترک فیلم‌های موندو شامل به تصویر کشیدن فرهنگ‌های بیگانه (که اتهامات قوم‌مداری یا نژادپرستی را برای اینگونه فیلم‌ها در پی داشته‌است)، تأکید بر موضوعات تابو مانند مرگ و سکس، و سکانس‌های ساختگی که به عنوان صحنه‌های مستند و واقعی ارائه می‌شوند. با گذشت زمان، فیلم‌ها تأکید فزاینده‌ای بر فوتیج‌هایی از مردگان و افراد در حال مرگ (اعم از واقعی و ساختگی) داشته‌اند.
واژه موندو در زبان ایتالیایی به معنای «جهان» است. گاهی از اصطلاح مستند شوک‌آور (shockumentary) نیز برای توصیف این سبک از فیلم‌ها استفاده می‌شود.
محبوبیت فیلم‌های موندو در دهه ۱۹۶۰ با اکران فیلم‌های موندو کین (۱۹۶۲)، زنان جهان (۱۹۶۳) و خدانگهدار آفریقا (۱۹۶۶) شروع شد. این ژانر مسلماً با چهره‌های مرگ در سال ۱۹۷۸ به اوج خود رسید؛ فیلمی که الهام بخش بسیاری از آثار تقلیدی بعدی بود؛ مانند سریال‌های تلویزیونی ردپای مرگ، ممنوع در تلویزیون، صحنه‌های مرگ و چهره‌های خونریزی.

## کتابشناسی
- Kerekes, David; Slater, David 2006: Killing for culture. Death film from Shockumentaries to snuff. Manchester: Headpress. شابک ‎۱۹۰۰۴۸۶۶۳۶.